# سیاه سلطان
سیاه سلطان (شازند)، روستایی از توابع بخش سربند شهرستان شازند در استان مرکزی ایران است. 

## جمعیت
این روستا در دهستان هندودر قرار دارد و براساس سرشماری مرکز آمار ایران در سال ۱۳۸۵، جمعیت آن ۱۰۱ نفر (۱۹خانوار) بوده‌است.